# Gene Abel
Gene Gordon Abel là một nhà tâm thần học và nhà lâm sàng học gây tranh cãi người Mỹ. Ông là người tư vấn cho cặp vợ chồng và làm việc với những người nghi ngờ bị lệch lạc về tình dục. Ông là tác giả của Đánh giá Abel về sở thích tình dục (AASI), một công cụ đánh giá tội phạm tình dục; nghiên cứu này được cho là không đáng tin cậy bởi một số nghiên cứu độc lập và không được chấp nhận tại tòa án trong nhiều phạm vi pháp lý. Ông cũng thiết kế một bài kiểm tra đánh giá gọi là nghiên cứu Diana, sử dụng để đánh giá những người xin việc về các khuynh hướng tình dục lệch lạc – một bài kiểm tra cũng bị chỉ trích nặng nề vì giá trị khoa học không đáng tin cậy.

## Sự nghiệp
Ông từng là giáo sư y học của trường đại học y Columbia, và hiện đang giảng dạy tại trường y Morehouse và trường đại học y Emory. Ông là giám đốc y khoa của viện y học về hành vi Atlanta.